# Victor Emmanuel Largeau
Victor Emmanuel Étienne Largeau (Irun, 11 de juny de 1867 - Froidos, 27 de març de 1916) va ser un militar i explorador francès que tingué un paper prominent a la colonització del Txad. Fill de l'explorador Victor Largeau, Victor Emmanuel s'allistà el 1885 a la infanteria de marina i després ingressà a l'escola d'infanteria de Saint-Maixent com a alumne oficial el 1889.